# Cubillos (kommunhuvudort)
Cubillos är en kommunhuvudort i Spanien.   Den ligger i provinsen Provincia de Zamora och regionen Kastilien och Leon, i den centrala delen av landet, 210 km nordväst om huvudstaden Madrid. Cubillos ligger 670 meter över havet och antalet invånare är 392.
Terrängen runt Cubillos är platt. Runt Cubillos är det ganska glesbefolkat, med 26 invånare per kvadratkilometer. Närmaste större samhälle är Zamora, 7,6 km söder om Cubillos. Trakten runt Cubillos består till största delen av jordbruksmark.